# 杨成绪
杨成绪（1930年—），男，江苏奉贤人，中共党员，中华人民共和国政治人物、外交官。享受国务院政府特殊津贴。

## 生平
- 1930年　出生于山东青岛；卢沟桥事件后举家迁往上海[1]。
- 1952年　毕业于复旦大学外文系。曾在中华全国新闻工作者协会工作。
- 1973年　进入外交部，历任中国驻东、駐西德使馆秘书、参赞、公使銜參贊[2]。
- 1985年　接替王殊，担任中华人民共和国驻奥地利大使[3]。1989年，由胡本耀接任。
- 1989年　任外交部西欧司副司长和外交部政策研究室主任。
- 1993年　5月起接替杜攻任中国国际问题研究所（CIIS）所长；2001年11月离任，由宋明江接任[4] 。
- 1995年　任中国太平洋经济合作全国委员会（英语：Pacific Economic Cooperation Council）（PECC-China, CNCPEC） 会长，2005年9月离任[5]。

| 外交職務      | 外交職務                                          | 外交職務      |
| ------------- | ------------------------------------------------- | ------------- |
| 前任： 王殊   | 中华人民共和国驻奥地利大使 1985年11月-1989年10月  | 繼任： 胡本耀 |
| 官衔          |                                                   |               |
| 前任： 杜攻   | 中国国际问题研究所所长 1993年5月-2001年11月       | 繼任： 宋明江 |
| 前任： 李鹿野 | 中国太平洋经济合作全国委员会会长 1994年-2005年9月 | 繼任： 梅平   |